# Barclays Dubai Tennis Championships 2009
Die Barclays Dubai Tennis Championships 2009 waren ein Tennisturnier der WTA Tour 2009 für Damen und ein Tennisturnier der ATP World Tour 2009 für Herren in Dubai. Das Damenturnier der WTA fand vom 16. bis 22. Februar 2009 statt, das Herrenturnier der ATP vom 23. bis 28. Februar 2009.
Titelverteidiger im Einzel waren Andy Roddick bei den Herren sowie Jelena Dementjewa bei den Damen. Im Herrendoppel waren die Titelverteidiger die Paarung Mahesh Bhupathi und Mark Knowles, im Damendoppel die Paarung Cara Black und Liezel Huber.

## Herrenturnier
→ Qualifikation: Barclays Dubai Tennis Championships 2009/Herren/Qualifikation

## Damenturnier
→ Qualifikation: Barclays Dubai Tennis Championships 2009/Damen/Qualifikation